# Philodendron cruentospathum
Philodendron cruentospathum är en kallaväxtart som beskrevs av Michael T. Madison. Philodendron cruentospathum ingår i släktet Philodendron och familjen kallaväxter. IUCN kategoriserar arten globalt som akut hotad.
Artens utbredningsområde är Ecuador. Inga underarter finns listade.